# Фонтанування

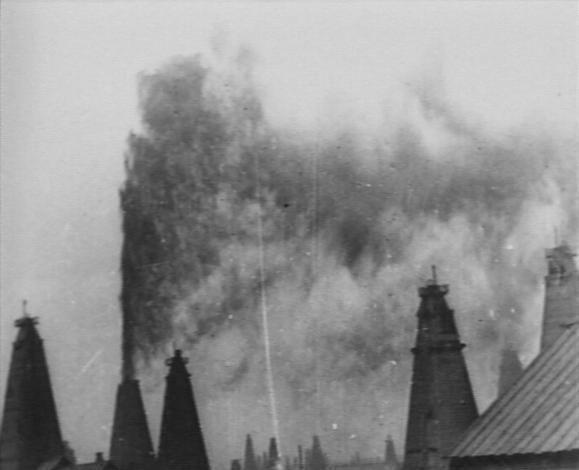
Аварійне фонтанування 1898 року в Балахані. Апшерон

Фонтанування (рос. фонтанирование; англ. flowing, sponting, gushing; нім. Eruption f, Eruptivförderung f) — явище викидання, піднімання над поверхнею сильного струменя, фонтану нафти, газу, води і т. ін. під тиском. Фонтан викидається на поверхню зі свердловини здебільшого під природним тиском пластів (аварійне фонтанування), або керовано піднімається на поверхню (спосіб експлуатації свердловини фонтанний, фонтанне видобування нафти). Може мати місце піднімання води (нафти) на поверхню за рахунок початкового підвищення температури рідини штучним способом у свердловині (термоліфт).

## Різновиди
Фонтанування свердловини артезіанське — явище підіймання рідини у свердловині з вибою на поверхню за рахунок природної пластової енергії гідростатичного напору пласта. При цьому у свердловині рухається негазована рідина (без вільного газу), а тиск на викиді свердловини р2 більший або дорівнює тиску насичення нафти газом рн.
Фонтанування свердловини газліфтне — явище підіймання рідини у свердловині за рахунок енергії газу, що виділяється із нафти. При цьому до певної висоти нафта у свердловині піднімається за рахунок гідростатичного напору пласта (див. фонтанування свердловини артезіанське), а вище — внаслідок газліфтного ефекту. Початок виділення газу може відбуватися у свердловині (фонтанна свердловина другого типу) або в пласті (фонтанна свердловина третього типу).

## Причини переходу нафтогазопроявлення у відкритий фонтан
Газопроявлення переходить у відкритий фонтан, коли свердловину не можна герметизувати. Це стається при невідповідності конструкції свердловини або схеми обв‘язки гирла геологічним умовам буріння. Відхилення фактичної конструкції свердловини по глибині спуску колон та їх міцності від проєктної. Порушення технології монтування та правил експлуатації противикидного обладнання. Відсутності постійного контролю за поведінкою свердловини і несвоєчасне виявлення газонафтопроявлення. Неправильні дії бурової вахти по герметизації свердловини. Порушення технології управління свердловиною під час ліквідації газонафтопроявлення.